# Pyrellia schumanni
Pyrellia schumanni är en tvåvingeart som beskrevs av Zielke 1971. Pyrellia schumanni ingår i släktet Pyrellia och familjen husflugor. Inga underarter finns listade i Catalogue of Life.